# Cantón de Évron
El cantón de Évron (en francés, Canton d'Évron) es un cantón francés del departamento de Mayenne, ubicado en el distrito de Laval. Tiene 11 municipios y la cabeza del mismo es el municipio de Évron. 

## Municipios
- Assé-le-Bérenger
- Châtres-la-Forêt
- Évron
- Livet
- Mézangers
- Neau
- Saint-Christophe-du-Luat
- Sainte-Gemmes-le-Robert
- Saint-Georges-sur-Erve
- Vimarcé
- Voutré

## Historia
| Fecha de elección | Identidad           | Partido                      | Calidad |
| ----------------- | ------------------- | ---------------------------- | ------- |
| 1945-1949         | M. Mille            | radical                      |         |
| 1949-1982         | Raoul Vadepied      | MRP, después CDP después UDF |         |
| 1982-2006         | Michel Nicolas      | RPR, después UMP             |         |
| 2006-             | Jean-Pierre Bourdin | Diverso gauche               |         |
|                   |                     |                              |         |

| A partir de 1990: Població sense dobles comptes |